# Ягчерь
Ягчерь — река в России, течёт по территории Усть-Куломского района Республики Коми. Устье реки находится в 20 км по левому берегу реки Черь-Вычегодская. Длина реки составляет 36 км.
В 6 км от устья, по левому берегу реки впадает река Сыввож. В 14 км от устья, по левому берегу реки впадает река Ягвож.

## Данные водного реестра
По данным государственного водного реестра России относится к Двинско-Печорскому бассейновому округу, водохозяйственный участок реки — Вычегда от истока до города Сыктывкар, речной подбассейн реки — Вычегда. Речной бассейн реки — Северная Двина.
Код объекта в государственном водном реестре — 03020200112103000013735.